# Нитрибитт, Розмари
Ро́змари́ Нитри́битт (нем. Rosemarie Nitribitt, настоящее имя Мари́я Роза́лия Авгу́ста Нитри́битт, нем. Maria Rosalia Auguste Nitribitt; 1 февраля 1933, Дюссельдорф, Веймарская республика — 29 октября 1957, Франкфурт-на-Майне, Федеративная Республика Германия) — немецкая манекенщица, официантка, проститутка, жертва загадочного убийства, ставшего скандалом в эпоху «экономического чуда».

## Биография
Розмари Нитрибитт, как позже она называла себя, родилась в неблагополучной семье рабочего и уборщицы из Дюссельдорфа. Со своим отцом, который позже отказался выплачивать алименты на содержание ребёнка, Розмари, вероятно, никогда не встречалась лично. Она выросла со своей матерью и двумя сёстрами в плохих условиях в Ратингене и Дюссельдорфе. Мать Розмари должна была отбыть несколько тюремных сроков. Розмари несколько раз отправляли в детский дом, где её считали труднообучаемой и сильно отстающей. В семье с девочкой обращались довольно жестоко. В 1937 году мать Розмари лишили родительских прав, и Розмари попала в приёмную семью в Мендиге. В возрасте одиннадцати лет Розмари изнасиловал восемнадцатилетний юноша. Власти не были поставлены в известность об обстоятельствах преступления, и преступник избежал ответственности.
Ещё будучи подростком, Розмари зарабатывала свои первые деньги, занимаясь проституцией. Позже Розмари переехала в Кобленц, затем во Франкфурт-на-Майне, где она, ещё несовершеннолетняя, работала официанткой и манекенщицей, но вскоре снова вернулась к проституции.
В 1951 году Розмари арестовали и отправили в образовательный центр, из которого она вскоре сбежала. С апреля 1952 по апрель 1953 года Розмари Нитрибитт сидела в «Рейнском Поземельном Работном доме Браувайлер» («нем. Rheinischen Landes-Arbeitsanstalt Brauweiler») в аббатстве Браувайлер в Пульхайме.
По рассказам людей, знавших её в то время, Нитрибитт изо всех сил старалась скрыть своё простое происхождение, стремилась научиться поддерживать разговор в «высшем» обществе, дабы привлекать более изысканных клиентов. С этой целью она изучала английский и французский языки и училась «хорошим манерам».
Один из клиентов Розмари подарил ей в 1954 году «Opel Kapitän» — в то время это был невообразимый подарок для двадцатилетней девушки. Другие её клиенты приглашали Розмари провести отпуск с ними на Средиземном море. Согласно обнаруженным впоследствии личным записям и данным расследования уголовной полиции Франкфурта в последний год своей жизни Нитрибитт заработала около 90 тысяч немецких марок необлагаемого дохода. Чтобы продемонстрировать своё богатство, Розмари купила в середине 1956 года чёрный «Mercedes-Benz 190 SL» с красной кожаной обивкой сидений, спортивный автомобиль, который тогда прозвали «Нитрибитт-Мерседес» (нем. Nitribitt-Mercedes). Она разъезжала по Франкфурту в этом автомобиле с белым пуделем на руках и бриллиантовыми кольцами на пальцах и приставала к клиентам. Где находится этот автомобиль сейчас, неизвестно. Также в 1956 году она переехала в роскошную квартиру на Штифтштрассе, 36.

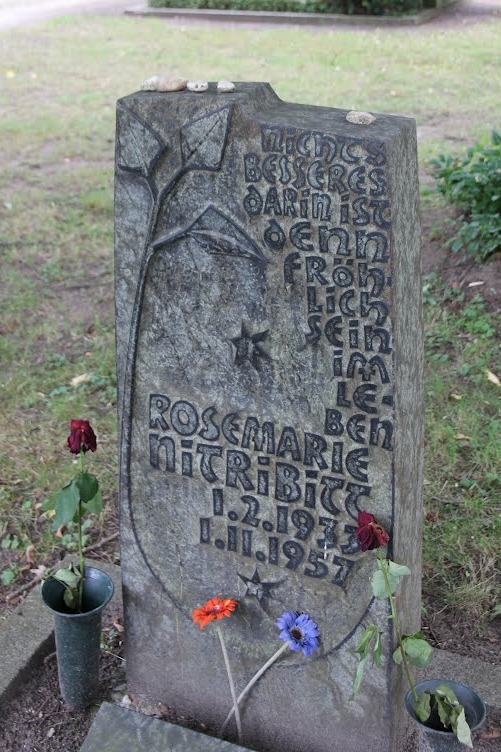
Могила Розмари Нитрибитт, Северное кладбище, Дюссельдорф. Дата смерти на надгробии выбита неверной 1.11.1957

Будучи проституткой и мечтая стать знаменитой, Розмари Нитрибитт обслужила более 100 заметных фигур того времени, хотя ни одно имя так и не было официально названо.

### Убийство
1 ноября 1957 года соседи по квартире почувствовали неприятный запах, исходивший из квартиры Розмари, и вызвали полицию. Прибывшие на место полицейские вошли в квартиру и нашли труп Нитрибитт с раной на голове и следами удушения на шее. Согласно протоколу вскрытия смерть наступила от удушения за двадцать-тридцать часов до обнаружения тела. Предварительное расследование дела полицией показало, что Нитрибитт встречалась с некими важными личностями. Предполагалось, что Розмари могла шантажировать кого-то из высшего света, за что и была убита. Убийство Розмари Нитрибитт осталось нераскрытым.
Нитрибитт была похоронена на Северном кладбище в Дюссельдорфе.

## В массовой культуре
- В апреле 1958 года, ровно через полгода после убийства, начались съёмки художественного фильма о Нитрибитт. В августе 1958 года в кинотеатрах состоялась премьера фильма «Девица Розмари[англ.]» с Надей Тиллер (нем. Nadja Tiller) в главной роли.
- В 1958 году публицист Эрих Куби[нем.] отразил обстоятельства дела Нитрибитт в своей книге «Розмари: самое любимое дитя немецкого чуда»[19].
- В 1958 году писатель Герт Ледиг[нем.] опубликовал радиопьесу «Дуэль» в издательстве Aufbau-Verlag[нем.][20] и роман под названием «Прокурор» в издательстве «Steinklopfer-Verlag»[21].
- В 1959 году был создан фильм «Правда о Розмари[нем.]» Рудольфа Юргерта[нем.]. Розмари Нитрибитт в фильме сыграла Белинда Ли.
- В 1996 году на экраны вышел фильм «Любовники Розмари» с Ниной Хосс в главной роли.
- В 2014 году режиссер и актёр Милан Пешель поставил спектакль «Девушка Розмари» в Государственном театре Ганновера, адаптация романа Эриха Куби[22].